# Justin Mapp
Justin Mapp (ur. 18 października 1984 w Brandon) – amerykański piłkarz grający na pozycji pomocnika.

## Życiorys

### Kariera klubowa
Mapp jest wychowankiem IMG Soccer Academy. Stąd przeszedł do D.C. United, a jego następnym klubem było Chicago Fire. W latach 2010–2011 grał w Philadelphia Union. W 2012 roku został zawodnikiem Montreal Impact. W 2016 trafił do Sporting Kansas City.

### Kariera reprezentacyjna
Z dorosłą reprezentacją USA brał udział w Złotym Pucharze CONCACAF 2007 i Copa América 2007.

## Osiągnięcia

### Klubowe
Chicago Fire
- MLS Supporters' Shield: 2003
- Lamar Hunt U.S. Open Cup: 2003, 2006

### Reprezentacyjne
Stany Zjednoczone
- Złoty Puchar CONCACAF: 2007

### Indywidualne
- MLS Best XI: 2006